# Гней Миниций Фаустин (консул-суффект 117 года)
Гней Миниций Фаустин (лат. Gnaeus Minicius Faustinus) — государственный деятель Римской империи начала II века.

## Биография
В одной не полностью сохранившейся надписи на греческом языке, найденной при раскопках театра в Филиппополе и датированной 116/117 годом, содержатся сведения о легата пропреторе провинции Фракия по имени Гней. Возможно, его следует отождествить с Фаустином, который, предположительно, управлял провинцией с 114/115 по 116/117 год.
Военный диплом от 8 сентября 117 года сообщает, что в 117 году Фаустин занимал должность консула-суффекта. Имя второго консула в дипломе не указывается. Два консула, вероятно, занимали свой пост с 1 сентября до конца октября. 